# Реакція Ніколаса
Реакція Ніколаса — хімічна реакція в органічній хімії, метод трансформації пропаргілових спиртів. Метод базується на стабілізації пропаргілових карбокатіонів за допомогою комплексних сполук кобальту, а саме дикобальт-октакарбонілу. Стабілізовані карбокатіони можуть реагувати з широким колом нуклеофілів. Окиснення продуктів нуклеофільного приєднання призводить до елімінування кобальту зі складу комплексу та до утворення кінцевого продукту.
Реакція Ніколаса - реакція стабілізованих дикобальтгексакарбонілами пропаргільних катіонів з нуклеофілами, що супроводжується
оксидативним деметалюванням з утворенням пропаргільних продуктів.